# 刘春明 (解放军)
刘春明（1960年11月—），江西省兴国县人，中国人民解放军空军少将。
刘春明曾任中国人民解放军空军南宁指挥所司令员、中国人民解放军空军武汉指挥所司令员。
2007年，刘春明晋升少将军衔。